# Ruimtevaarder (album)
Ruimtevaarder is het negende studioalbum van Stef Bos uit 2005.

## Nummers
| Nr. | Titel                   | Schrijver(s)                                                                     | Duur |
| --- | ----------------------- | -------------------------------------------------------------------------------- | ---- |
| 1.  | Het midden I            | Stef Bos                                                                         | 0:25 |
| 2.  | Volg alleen mijn hart   | Stef Bos                                                                         | 3:52 |
| 3.  | Voor nu                 | Stef Bos                                                                         | 3:35 |
| 4.  | De verliefden           | Stef Bos                                                                         | 2:44 |
| 5.  | Wals der verliefden I   | Jan van Looy                                                                     | 2:36 |
| 6.  | Feest                   | Stef Bos                                                                         | 3:34 |
| 7.  | Dun ijs                 | Stef Bos                                                                         | 3:00 |
| 8.  | De ware liefde          | Stef Bos                                                                         | 5:00 |
| 9.  | Droom                   | Jan van Looy, Martin de Wagter, Roberto Mercurio, Françis Wildemeersch, Stef Bos | 3:26 |
| 10. | Welkom thuis            | Stef Bos                                                                         | 3:54 |
| 11. | Wals der verliefden II  | Jan van Looy                                                                     | 1:22 |
| 12. | Jericho                 | Stef Bos                                                                         | 2:18 |
| 13. | Duizend jaar            | Stef Bos                                                                         | 3:46 |
| 14. | Dolfijnen               | Stef Bos                                                                         | 4:20 |
| 15. | De ruimtevaarder        | Stef Bos                                                                         | 3:40 |
| 16. | Wals der verliefden III | Jan van Looy                                                                     | 2:05 |
| 17. | Hillbrow                | Stef Bos                                                                         | 4:14 |
| 18. | Samen staan wij sterk   | Stef Bos                                                                         | 2:32 |
| 19. | Het midden II           | Stef Bos                                                                         | 1:58 |